# Степной поход
Степной поход — поход донских частей Белой армии в Сальские степи зимой-весной 1918 года (февраль—май). Военная операция, направленная на сохранение кадров будущей белоказачьей армии.

## История

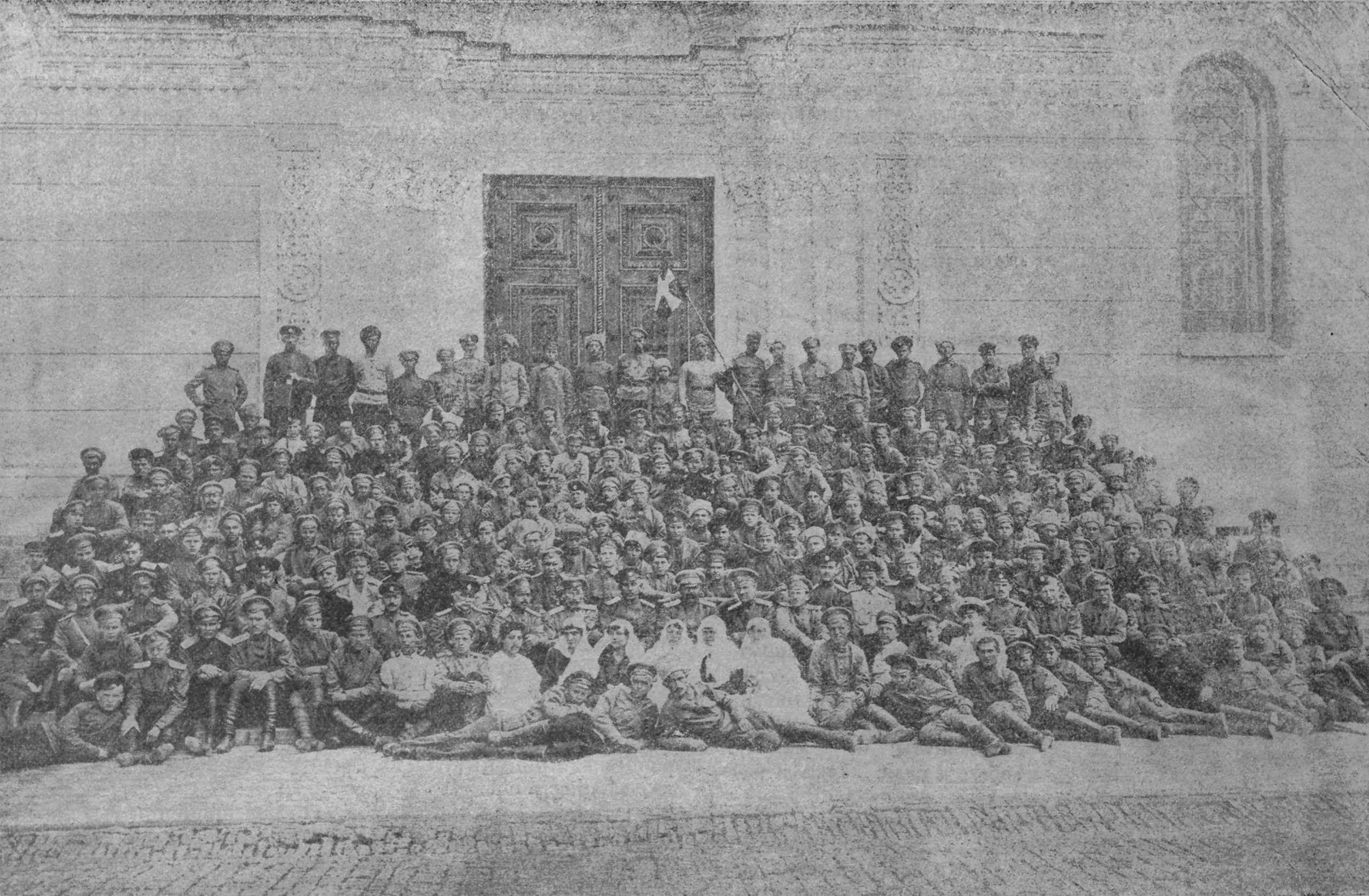
«Возвращение степных орлов». В Новочеркасске на ступенях собора — партизаны, очистившие Дон от Красной армии.

После самоубийства атамана Каледина 29 января (11 февраля по новому стилю) 1918 года, ввиду необходимости оставления Дона под натиском большевиков, был образован добровольческий отряд во главе с походным атаманом войска Донского генерал-майором П. Х. Поповым (начальник штаба — полковник В. И. Сидорин) численностью 1727 человек боевого состава: 1110 человек пехоты, а также 617 конных при 5 орудиях и 39 пулемётах.
Походный атаман Пётр Харитонович Попов не хотел уходить с Дона и отрываться от родных мест, поэтому он не стал присоединяться к Добровольческой армии для совместного похода на Кубань. Донские казаки направились к расположенным в Сальских степях зимовникам, где было достаточно продовольствия и фуража для коней.
Начался поход выходом из Новочеркасска 12 (25) февраля. Завершился — возвращением части оставшихся в живых участников также в Новочеркасск в конце апреля — начале мая 1918 года.
Этим походом началась вооруженная борьба контрреволюционно настроенных белых казаков против Красной армии.

### Состав участников
Походный отряд включал следующие пехотно-конные части:
- Отряд войскового старшины Э. Ф. Семилетова (куда вошли отряды войскового старшины Мартынова, есаула Боброва и сотника Хоперского) — 701 человек.
- Пехотой командовал полковник Лысенко (сотнями — войсковые старшины Мартынов и Ретивов, капитан Е. Л. Балихин, есаулы Пашков и Тацин), конницей — войсковой старшина Ленивов (сотнями — подъесаулы Галдин и Зеленков); отряд (конный) есаула Ф. Д. Назарова — 252 человека.
- Отряд генерала К. К. Мамантова (заместитель — полковник Шабанов), куда вошли отряды полковников Яковлева и Хорошилова — 205 пеших и конных.
- Юнкерский конный отряд есаула Н. П. Слюсарева (помощник — есаул В. С. Крюков) — 96 человек.
- Атаманский конный отряд полковника Г. Д. Каргальскова (заместитель — войсковой старшина М. Г. Хрипунов) — 92 человека.
- Конно-офицерский отряд полковника Чернушенко (заместитель — есаул Дубовсков) — 85 человек.
- Штаб-офицерская дружина генерала М. В. Базавова (заместитель — полковник Ляхов, почти полностью состояла из бывших в отставке по возрасту генералов и штаб-офицеров) — 116 человек.
- Офицерская боевая конная дружина войскового старшины М. Н. Гнилорыбова — 106 человек.
- Инженерная сотня генерала А. Н. Моллера — 36 человек.

Артиллерия была представлена подразделениями:
- Семилетовская батарея (капитан Щукин) — около 60 человек.
- 1-я отдельная батарея есаула Неживова — 38 человек.
- 2-я отдельная батарея есаула Кузнецова — 22 человека.

Нестроевая часть отряда состояла из 251 человека:
- Штаб отряда.
- Артиллерийское управление.
- Походный госпиталь.
- Группа членов Войскового Круга и общественных деятелей.

Позже отряд пополнился калмыками генерала И. Д. Попова (сотни полковника Абраменкова, войскового старшины Кострюкова, подъесаула Аврамова и сотника Яманова).
С пополнениями отряд вырос к концу марта 1918 года до 3 тыс. человек. В самом походе потери были невелики (к концу марта убит 81 человек), но его участники были наиболее активными поборниками войны и большинство их (свыше 1600 человек) погибло ещё до мая 1919 года, а к марту 1920 года их осталось только 400.

## Награды

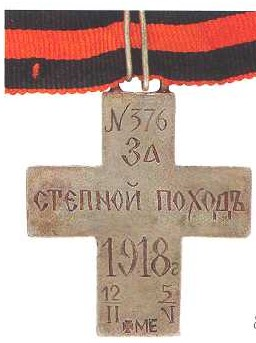
Крест «За Степной поход»

Для участников похода 26 апреля 1918 года Донским Войсковым Кругом была установлена награда — носившийся на Георгиевской ленте серебряный или посеребренный крест полукруглого профиля без надписей; на обороте вверху номер, ниже — надпись «За степной поход» и даты «1918», «12/II», «5/V».

«В воздаяние воинской доблести и отменного мужества, выказанных участниками „Степного похода“ отряда Походного Атамана Войска Донского Генерала П. Х. Попова и понесенных ими беспримерных трудов и лишений, Большой Войсковой Круг установил „Знак Отличия Степного Похода“ — „Степной Крест“» — гласил приказ Донского атамана генерала А. П. Богаевского.